# Ершекчанад
Ершекчанад (мађ. Érsekcsanád) је село у Мађарској, јужном делу државе. Село управо припада Бајском срезу Бач-Кишкунске жупаније, са седиштем у Кечкемету.

## Природне одлике
Насеље Ершекчанад налази у крајње јужном делу Мађарске. Најближи већи град је Баја, а насеље је северно предграђе овог града.
Насеље се налази у мађарском Подунављу. Подручје око насеља је равничарско (Панонска низија), приближне надморске висине око 95 m.

## Становништво
Према подацима из 2013. године Ершекчанад је имао 2.830 становника. Последњих година број становника расте.
Претежно становништво у насељу су Мађари римокатоличке и калвинистичке вероисповести.